# سمفونی شماره ۱۰ (مالر)
سمفونی شماره ۱۰ در فا ماژور گوستاو مالر آخرین سمفونی این موسیقیدان اتریشی بود که در تابستان ۱۹۱۰ نوشته شد.
این سمفونی در زمان مرگ مالر به طور کامل نوشته شده بود اما کامل دقیق یا هماهنگ نشده بود و بنابراین قابل اجرا نبود.
تنها موومان اول به طور معقول قابل اجرا بود شاید این موضوع نشان دهنده و بازتابی از آشفتگی در اواخر عمر او را نشان میداد که می‌دانست همسرش به او خیانت کرده است.
میتوان سمفونی دهم و آخر مالر را نابهنجار ترین اثر این موسیقیدان دانست.

## ترکیب بندی
مالر کار بر روی دهمین سمفونی خود را در ژوئیه ۱۹۱۰ در توبلاخ آغاز کرد و در سپتامبر به تلاش های خود پایان داد.
مالر نتوانست پیش نویس ارکسترال را قبل از مرگ خود در می ۱۹۱۱ به اتمام برساند.
گوستاو مالر در سن ۵۰ سالگی و بر اثر عفونت استرپتوکوک خون از دنیا رفت. 
‌
پیش‌نویس‌ها و طرح‌های مالر برای سمفونی دهم شامل ۷۲ صفحه موسیقی کامل، ۵۰ صفحه پیش‌نویس پیوسته نت‌های موسیقی (که دو مورد از آنها وجود ندارد) و ۴۴ صفحه دیگر از پیش‌نویس‌ها و طرح‌های اولیه است.
به شکلی که مالر سمفونی را نیمه تمام رها کرد را سمفونی دارای پنج موومان است.